# Big Pine
Cet article possède un paronyme, voir Big Piney.
Big Pine est une census-designated place de Californie située dans le comté d'Inyo. Lors du recensement de 2010, sa population était de 1 756 habitants.

## Démographie
| 2000  | 2010  | - | - | - | - |
| ----- | ----- | - | - | - | - |
| 1 812 | 1 756 | - | - | - | - |

## Source
- (en) Cet article est partiellement ou en totalité issu de l’article de Wikipédia en anglais intitulé « Big Pine, California » (voir la liste des auteurs).